# 唐藏镇
唐藏镇，是中华人民共和国陕西省宝鸡市凤县下辖的一个乡镇级行政单位。

## 行政区划
唐藏镇下辖以下地区：
辛家庄村、李家庄村、老场村、草滩沟村、曹家庄村、潘家湾村、庞家河村、倒回沟村和辛家山村。